# Oeagrus Beach
Der Oeagrus Beach (englisch; bulgarisch бряг Еагър brjag Eagr) ist ein 1,3 km langer Strand im Nordosten von Snow Island im Archipel der Südlichen Shetlandinseln. Er liegt westlich des St. Sofroniy Knoll und südlich des Calliope Beach auf der Südseite des President Head.
Bulgarische Wissenschaftler benannten ihn 2020 nach König Oiagros aus der griechischen Mythologie.